# Liste der Monuments historiques in Boullarre
Die Liste der Monuments historiques in Boullarre führt die Monuments historiques in der französischen Gemeinde Boullarre auf.

## Liste der Bauwerke
| Bezeichnung       | Beschreibung | Standort | Kennzeichnung | Schutzstatus | Datum | Bild           |
| ----------------- | ------------ | -------- | ------------- | ------------ | ----- | -------------- |
| Kirche St-Étienne |              | (Lage)   | PA00114543    | Inscrit      | 1927  | weitere Bilder |